# Copa Africana de Clubes Campeones 1974
La Copa Africana de Clubes Campeones de 1974 fue la 10.ª edición del torneo de fútbol anual a nivel de clubes organizado por la CAF.
En el torneo participaron 26 equipos jugando un sistema de knock-out con partidos de ida y vuelta.
El CARA Brazzaville de la República del Congo ganó la final, proclamándose campeón por primera ocasión y el primer equipo de la República del Congo en ganar el torneo.

## Primera Ronda
| Equipo 1               | Agr. | Equipo 2         | Ida | Vuelta |
| ---------------------- | ---- | ---------------- | --- | ------ |
| Bendel Insurance       | 7-1  | Secteur 7        | 7-0 | 0-1    |
| Al-Ahly                | 2-5  | Al-Hilal         | 2-2 | 0-3    |
| Linare                 | 2-5  | Simba            | 1-3 | 1-2    |
| Green Buffaloes        | 6-2  | JS Antalaha      | 4-1 | 2-1    |
| CARA Brazzaville       | 7-1  | Zalang COC       | 3-1 | 4-0    |
| Olympic Real de Bangui | 4-1  | Simba            | 4-0 | 0-1    |
| Modèle Lomé            | 3-1  | Porto Novo       | 3-0 | 0-1    |
| Mighty Barrolle        | 0-2  | ASEC Mimosas     | 0-0 | 0-2    |
| Ports Authority        | 4-5  | ASC Jeanne d'Arc | 3-2 | 1-3    |
| Tele SC Asmara         | w/o  | Horseed          | 1   |        |

1 FC Horsed abandonó el torneo.

## Segunda Ronda
| Equipo 1         | Agr.           | Equipo 2               | Ida | Vuelta |
| ---------------- | -------------- | ---------------------- | --- | ------ |
| Djoliba          | 2-1            | Bendel Insurance       | 2-0 | 0-1    |
| Ghazl Al-Mehalla | 5-5 (4-2 pen.) | Al-Hilal               | 4-1 | 1-4    |
| Green Buffaloes  | 1-3            | Simba                  | 1-2 | 0-1    |
| CARA Brazzaville | 4-3            | Vita Club              | 4-0 | 0-3    |
| Hearts of Oak    | 9-4            | Olympic Real de Bangui | 6-1 | 3-3    |
| ASEC Mimosas     | 5-0            | Modèle Lomé            | 3-0 | 2-01   |
| ASC Jeanne d'Arc | w/o            | Hafia                  | 2   |        |
| Abaluhya         | 2-1            | Tele SC Asmara         | 2-0 | 0-1    |

1 Modèle Lomé fue expulsado del torneo después del primer partido de la segunda ronda. 

2 Hafia FC abandonó el torneo.

## Cuartos de final
| Equipo 1         | Agr.     | Equipo 2         | Ida | Vuelta |
| ---------------- | -------- | ---------------- | --- | ------ |
| Djoliba          | 0-3      | CARA Brazzaville | 0-0 | 0-3    |
| Ghazl Al-Mehalla | 4-1      | Abaluhya         | 3-0 | 1-1    |
| Hearts of Oak    | 1-2      | Simba            | 1-2 | 0-0    |
| ASEC Mimosas     | 2-2 (v.) | ASC Jeanne d'Arc | 2-1 | 0-1    |

## Semifinales
| Equipo 1         | Agr.           | Equipo 2         | Ida | Vuelta |
| ---------------- | -------------- | ---------------- | --- | ------ |
| Simba            | 1-1 (0-3 pen.) | Ghazl Al-Mehalla | 1-0 | 0-1    |
| CARA Brazzaville | 6-1            | ASC Jeanne d'Arc | 2-0 | 4-1    |

## Final
| Equipo 1         | Agr. | Equipo 2         | Ida | Vuelta |
| ---------------- | ---- | ---------------- | --- | ------ |
| CARA Brazzaville | 6-3  | Ghazl Al-Mehalla | 4-2 | 2-1    |

## Campeón
| Bandera de República del Congo |
| CARA Brazzaville 1º título     |